# アンという名の少女
『アンという名の少女』（あんというなのしょうじょ、Anne with an E）は、L・M・モンゴメリの1908年の小説『赤毛のアン』に基づくテレビドラマシリーズである。カナダCBCとNetflixにより共同製作され、3シーズン27エピソードをもって終了した。

## 概要
キャラ・舞台設定は著名な原作を借りているとはいえ、過去の映像化作品と比べてオリジナル要素として暗いテーマ・ストーリーが描かれる。アイデンティティ、偏見、いじめ、アウトサイダー、受容、人種差別、同性愛、先住民迫害、女性の自立などの現代的なテーマが追及され、新たな登場人物とストーリーが追加されている。製作者のモイラ・ウォリー=ベケットは、主人公のアンをフェミニストであると述べている。撮影はプリンスエドワード島に加えオンタリオ州南部で行われ、精緻なリアリズムが追及されている。
シーズン1はカナダCBCによってAnneとして放送され、シーズン2以降はAnne with an "E"（Eのあるアン）と改題された。カナダ以外ではNetflixによって当初からAnne with an "E"として配信されている。製作はモイラ・ウォリー=ベケットが務め、シーズン1では全脚本を担当した。
7エピソードからなるシーズン1は2017年3月19日から4月30日まで放送された。Netflixでは2017年5月12日に全世界配信された。
2017年8月3日、10エピソードからなるシーズン2の製作が発表された。Netflixでは2018年7月6日に配信され、CBCでは遅れて2018年9月23日から放送された。
2018年8月15日、10エピソードからなるシーズン3の製作が発表され、CBCでは2019年9月22日から放送された。Netflixではカナダ以外の全世界で2020年1月3日に配信された。
シーズン3のカナダでの放送終了翌日、シリーズ打ち切りが発表された。2019年10月、CBC社長のキャサリン・テイトは、長い目でカナダの産業の害になるNetflixとの共同製作はやめると発言したが、同じくCBCとNetflixが共同制作している『ワーキングママ』は2023年に放送されるシーズン7まで続く予定である。
2020年9月13日より2020年11月1日までNHK総合テレビジョンでシーズン1が全8回に編集されて放送された。2021年9月12日より2021年11月21日までシーズン2全10回が放送された。2021年11月28日より2022年3月6日までシーズン3全10回が放送された。
前述の通り、マイノリティやフェミニズム等と言った今日的テーマを盛り込んだオリジナル要素が多い展開で、原作の設定を使った別作品である。
以下、比較的原作に依拠している部分が多い1話より、読み込み不足にもとづく相違点
を列挙する。
・冒頭、マシューが馬で浜辺をギャロップで走る（走らせる）場面があるが、専門職以外の人間は馬に直接は乗らないし、アボンリー周辺にそのような浜辺は存在しない。
・駅舎から出たアンが、マシューの馬の名付けをするが、アンは植物・自然などに独自の名前をつけることがあっても（原作『赤毛のアン』作中では）動物に名前をつけない。
・回想シーンではアンが使用人として使われていた時代に料理を作る場面があるが、アンが料理を作ることはそのときにはない（そのために、マリラといっしょに初めて料理を作って感動する）。

## 登場人物
※括弧内は日本語吹替声優。
- アン・シャーリー: エイミーベス・マクナルティ（英語版）（上田真紗子）
- マリラ・カスバート: ジェラルディン・ジェームズ（一柳みる）
- マシュー・カスバート: R・H・トムソン（英語版）（浦山迅）
- ギルバート・ブライス: ルーカス・ジェイド・ズマン（英語版）（金本涼輔） - アンの学友の少年。
- ダイアナ・バリー: ダリア・ベラ（英語版）（米倉希代子） - アンの裕福な学友で親友となる少女。
- レイチェル・リンド: コリーン・コスロ（堀越真己） - カスバート家の隣人。
- ジェリー・ベイナード: エイメリック・ジェット・モンタズ（霧生晃司） - カスバート家の下働きのフランス人少年。
- セバスチャン（バッシュ）・ラクロワ: ダルマー・アブゼイド（英語版）（須藤翔） - ギルバートの友人となる黒人青年。
- コール・マッケンジー: コーリー・グルーター・アンドリュー（英語版）（須藤翔） - アンの学友で同性愛者の少年。
- ジョセフィン・バリー: デボラ・グローヴァー（沢田敏子） - ダイアナの大おばで同性愛者。
- ミュリエル・ステイシー: ジョアンナ・ダグラス（園崎未恵）- 新任の女性教師。
- メアリー・ラクロア: カーラ・リケッツ（弘松芹香） - バッシュと交際して妻となる女性。
- カクウェット: キアウェンティイオ・ターベル（朝井彩加） - 先住民ミクマク族の少女。

## あらすじ

### シーズン1のあらすじ
プリンスエドワード島のアボンリー村にあるグリーンゲーブルズ屋敷に住む農家のカスバート家で、老境を迎えつつあるマリラとマシューの姉弟（原作の兄妹設定ではない）は手助けとなる男の子の孤児を養子に迎えようとする。だが手違いにより、赤毛でそばかすの目立つやせっぽちの少女アン・シャーリーが孤児院から送られてくる。マシューとマリラは戸惑うが、やがてアンを愛するようになり正式に養女に迎える。想像力と語彙力にあふれたアンは学校に入学し、いじめを克服して優秀な生徒となる。裕福な家の娘ダイアナと親友になり、ギルバート・ブライスとは学力を競い合う。だがブライス家、カスバート家は相次いで経済危機に見舞われ、マシューは病に倒れる。カスバート家を手伝うフランス移民の少年ジェリーを襲った二人組の強盗が、グリーンゲーブルズを訪ねてくる。

### シーズン2のあらすじ
原作にない登場人物とプロットがくわえられ、同性愛、人種差別、女性の自立が追及され、アン、マシュー、マリラの過去のトラウマがフラッシュバックで描かれる。
ジェリーを襲った強盗はカスバート家に下宿し、金鉱詐欺を働いて村人から大金を詐取する。ギルバートは、見聞を広めるために船に乗り、友人となった黒人のバッシュと帰郷して同居し、医者を目指すことにする。アンと友人になった芸術家肌の少年コールはいじめに遭い、学校をやめてダイアナの大叔母ジョセフィンのもとで暮らす。進歩的な女性教師ステイシーが赴任し、アンの模範となる。

### シーズン3のあらすじ
バッシュの妻メアリーが病死し、残された子供デリーの面倒を見るためにバッシュは母を呼び寄せ、メアリーの不肖の息子イライジャも一緒に住むようになる。アンが友人となった先住民の娘カクウェットは両親から隔離され、監禁されて偏見に満ちた教育を強制される。アンが執筆した大学新聞の記事が波紋を呼び、評議会は圧力を加えようとして失敗する。ダイアナはカスバート家の下働きのジェリーと身分違いの恋愛を経験する。アンやダイアナらは大学に合格し、シャーロットタウンに引っ越す。ギルバートは裕福な家の娘ウィニフレッドとの結婚とフランス留学を蹴り、アンと愛を確かめ合ってトロント大学に行く。マリラとマシューの助けで、アンは実の両親のことを知る。

## エピソード

### シーズン1のエピソード
タイトルはシャーロット・ブロンテの『ジェーン・エア』から引用されている。
| 通算 話数 | シーズン 話数 | タイトル                                                      | 監督                 | 脚本                      | 放送日        | カナダ視聴者数 (百万人) |
| --- | ------------- | ------------------------------------------------------------- | -------------------- | ------------------------- | ------------- | ----------------------- |
| 1 | 1             | "運命は自分で決める" "Your Will Shall Decide Your Destiny"    | Niki Caro            | モイラ・ウォリー=ベケット | 2017年3月19日 | 0.999                   |
| 手違いにより、男の子ではなく女の子の孤児アン・シャーリーがグリーンゲーブルズにやってくる。マリラとマシューはアンをどうするか決断を迫られる。 |               |                                                               |                      |                           |               |                         |
| 2 | 2             | "私は罠にはかからない" "I Am No Bird, and No Net Ensnares Me" | Helen Shaver         | モイラ・ウォリー=ベケット | 2017年3月26日 | 0.780                   |
| 盗みをはたらいたと言う誤解によってアンは孤児院に返されるが、マシューはアンに追いつき連れ戻そうとする。マリラは二人の帰りを待つ。 |               |                                                               |                      |                           |               |                         |
| 3 | 3             | "若さとは強情なもの" "But What Is So Headstrong as Youth?"    | Sandra Goldbacher    | モイラ・ウォリー=ベケット | 2017年4月2日  | 0.994                   |
| アンはダイアナという親友を得て、一緒に学校に通い始め、新たな友達を作ることに胸を弾ませる。アンの注意を引こうとしたギルバートの頭を石板で殴る。だが環境の違いに馴染めず、いじめにあう。マリラは若い先進的な母親たちの会に誘われるが居心地の悪さを感じる。 |               |                                                               |                      |                           |               |                         |
| 4 | 4             | "宝物は私の中に" "An Inward Treasure is Born"                 | David Evans          | モイラ・ウォリー=ベケット | 2017年4月9日  | 0.654                   |
| アンは学校に戻る決断ができずにいる。だがクラスメートの家が火事になり、孤児院での消火訓練の経験を持つアンは必死に働き、新たな友情と尊敬を勝ち得て学校に戻る。                                                                                             |               |                                                               |                      |                           |               |                         |
| 5 | 5             | "固く結ばれた糸" "Tightly Knotted to a Similar String"        | Patricia Rozema      | モイラ・ウォリー=ベケット | 2017年4月16日 | TBD                     |
| アンは初潮を経験して動揺する。マリラとマシューは若き日々を思い出す。 |               |                                                               |                      |                           |               |                         |
| 6 | 6             | "後悔は人生の毒" "Remorse Is the Poison of Life"              | Paul Fox             | モイラ・ウォリー=ベケット | 2017年4月23日 | 0.656                   |
| ダイアナの妹が病気になり、同じ病気の子を看病した経験のあるアンが救う。アンはダイアナの大叔母ジョセフィンと知り合いになる。ギルバートの父が死に、マリラは自分があきらめたものを思う。マシューは財産の大部分を失う。                                       |               |                                                               |                      |                           |               |                         |
| 7 | 7             | "あなたがいてこそ我が家" "Wherever You Are Is My Home"        | アマンダ・タッピング | モイラ・ウォリー=ベケット | 2017年4月30日 | TBD                     |
| 大きな負債を背負い、マシューは病に倒れる。マリラとアンは農場を手放さないために奮闘し、愛と友情に助けられる。道具を売りに行った町で、手伝いの少年ジェリーは二人組の強盗にあう。負債の返済の見通しがつくが、強盗の一人がグリーンズゲーブルズを訪ねてくる。 |               |                                                               |                      |                           |               |                         |

1. ↑  NHK放送時は前後編に分けて放送

### シーズン2のエピソード
タイトルはジョージ・エリオットの『ミドルマーチ』から引用されている。
| 通算 話数 | シーズン 話数 | タイトル | 監督                 | 脚本                      | 放送日       | カナダ視聴者数 (百万人) |
| --- | ------------- | --- | -------------------- | ------------------------- | ------------ | ----------------------- |
| 8 | 1             | "青春は希望の季節" "Youth is the Season of Hope"                                                                      | Helen Shaver         | モイラ・ウォリー=ベケット | 2018年7月6日 | TBD                     |
| 強盗のネイトとダンロップは正体を隠してグリーンゲーブルズに下宿し、地質学者を装うネイトが金鉱を発見したとして村人を詐欺にかける。マリラはネイトに魅かれる。アンはジェリーに読み書きを教え始める。ギルバートは船で働き、バッシュと友人になる。                                                                       |               | |                      |                           |              |                         |
| 9 | 2             | "小さなしるしは測定できるが、その解釈は無限" "Signs are Small Measurable Things, but Interpretations are Illimitable" | Paul Fox             | Shernold Edwards          | 2018年7月6日 | TBD                     |
| ギルバートとバッシュはトリニダード・トバゴに着き、バッシュの母親に会って奴隷制の残滓に触れる。バリー家をはじめとするアボンリーの人々は金鉱開発に乗り気になるが、マリラとマシューは出費に慎重となる。 |               | |                      |                           |              |                         |
| 10 | 3             | "本当のものを見るのは心の目" "The True Seeing is Within"                                                              | Ken Girotti          | Kathryn Borel, Jr.        | 2018年7月6日 | TBD                     |
| マシューとマリラは下宿人に不信の念を抱き始める。アンはバリー家に同行して町に行き、かつて島で起こった金鉱騒ぎのことを知る人物に会い、二人の下宿人が詐欺を働いていることを知る。だがダイアナの両親は信じず、下宿人は多額の検査料を受け取って逃げ出す。                                                               |               | |                      |                           |              |                         |
| 11 | 4             | "かなえられぬ希望の痛ましい焦り" "The Painful Eagerness of Unfed Hope"                                                | Anne Wheeler         | Jane Maggs                | 2018年7月6日 | TBD                     |
| 金鉱で損失をこうむったバリー家には緊張が高まり、ダイアナは家で花嫁修業をさせられる。アンはマシューと旧知の女性の橋渡しをしようとして手紙を偽造する。ギルバートは町で出くわした娼婦の分娩を行う。 |               | |                      |                           |              |                         |
| 12 | 5             | "彼女の生涯を決定した行為" "The Determining Acts of Her Life"                                                         | Norma Bailey         | Amanda Fahey              | 2018年7月6日 | TBD                     |
| マリラとマシューは、キスと外見に関心を持ち始めたアンの成長に戸惑う。アンは芸術家肌の少年コールとの間に非凡な者同士のつながりを感じる。アンが赤毛を染めようとして失敗する中、ギルバートがバッシュを伴って帰郷する。                                                                                                 |               | |                      |                           |              |                         |
| 13 | 6             | "独断的結論に私は抗議する" "I Protest Against Any Absolute Conclusion"                                                | Ken Girotti          | Naledi Jackson            | 2018年7月6日 | TBD                     |
| アンが髪を短く切り、恐る恐る学校に行くとギルバートが戻っている。アボンリーの人々はクリスマスのパントマイムを楽しみ、思いがけずマシューも一役買うことになる。コールは級友のビリーのいたずらで骨折する。 |               | |                      |                           |              |                         |
| 14 | 7             | "気分が変わるように記憶も変わる" "Memory Has as Many Moods as The Temper"                                             | Anne Wheeler         | Jane Maggs                | 2018年7月6日 | TBD                     |
| マリラが健康の不安を抱える中、アンとダイアナはコールの付き添いを得て、ジョセフィンが同性パートナーを偲んで開いたパーティーに出席する。ギルバートは医者を目指す。コールは手の回復の遅れに悩む。 |               | |                      |                           |              |                         |
| 15 | 8             | "事実を認めまいとしてもがく" "Struggling Against the Perception of Facts"                                             | アマンダ・タッピング | Shernold Edwards          | 2018年7月6日 | TBD                     |
| アンの教師は生徒のプリッシーと結婚しようとし、自分と同じく同性愛的傾向を持つコールに厳しく当たる。マリラはレイチェルに付き添われて眼科医に行く。ギルバートは医者の徒弟となることにし、差別に直面したバッシュは黒人の住むスラム街を訪れる。プリッシーは結婚式から逃げ出す。いじめに耐えかねたコールは学校をやめる。 |               | |                      |                           |              |                         |
| 16 | 9             | "かつてのわれらは今のわれら" "What We Have Been Makes Us What We Are"                                                 | Paul Fox             | モイラ・ウォリー=ベケット | 2018年7月6日 | TBD                     |
| 進歩的な女性教師ステイシーが赴任してきて波紋を巻き起こすが、アンは夢中になる。ギルバートは学業に忙しく、農場の仕事を学びたいバッシュは困惑し、スラム街で洗濯婦メアリーに会う。ビリーたちがアンやコールの集まっていた小屋を荒らし、怒ったコールはビリーに殴りかかる。                                               |               | |                      |                           |              |                         |
| 17 | 10            | "この世界に増大する善" "The Growing Good of the World"                                                                | Paul Fox             | モイラ・ウォリー=ベケット | 2018年7月6日 | TBD                     |
| ステイシーは失職の危機に陥り、生徒たちはタウンミーティングで訴えて先生を救う。コールは家を離れてジョセフィンのもとで暮らすことにする。バッシュはメアリーと結婚する。 |               | |                      |                           |              |                         |

### シーズン3のエピソード
タイトルはメアリー・シェリーの『フランケンシュタイン』から引用されている。
| 通算 話数 | シーズン 話数 | タイトル                                                                           | 監督           | 脚本                           | 放送日         |
| --- | ------------- | ---------------------------------------------------------------------------------- | -------------- | ------------------------------ | -------------- |
| 18 | 1             | "知りたい秘密" "A Secret Which I Desired to Divine"                                | Anne Wheeler   | モイラ・ウォリー=ベケット      | 2019年9月22日  |
| アンやギルバートらは大学に行く準備を進めるが、ダイアナだけはパリの花嫁学校に行くことになる。アンはミクマク族の少女カクウェットと知り合う。バッシュとメアリーには子供が生まれ、マリラは世話を焼く。学校では恋愛掲示板が流行り始める。16歳になったアンは自分の両親のことを調べたいと願うが、それがマシューとマリラとの間に溝を生む。友人たちがアンのためにサプライズ・パーティーを開く。                             |               |                                                                                    |                |                                |                |
| 19 | 2             | "内なる魂の叫び" "There is Something at Work in My Soul Which I Do Not Understand" | Kim Nguyen     | Jane Maggs                     | 2019年9月29日  |
| アンはコールとともに孤児院に行き両親の記録を調べるが無駄に終わる。イライジャがギルバートの家に母のメアリーを訪ねて来て盗みを働く。レイチェルはステイシーに縁談を世話しようとする。ギルバートは風変りな女性ウィニフレッド・ローズに出会う。 |               |                                                                                    |                |                                |                |
| 20 | 3             | "何事にも屈しない強い思い" "What Can Stop the Determined Heart"                    | Anne Wheele    | Shernold Edwards               | 2019年10月6日  |
| イースターが近づく中、メアリーは敗血症で余命わずかとなる。メアリーは幼児のデリーに手紙を残すが、イライジャは姿を隠す。アボンリーの人々はメアリーを慰める。 |               |                                                                                    |                |                                |                |
| 21 | 4             | "別の世界での再会を信じて" "A Hope of Meeting You in Another World"                | Norma Bailey   | Tracey Deer                    | 2019年10月13日 |
| メアリーは亡くなり、マリラは残されたデリーの世話にきりきり舞いをする。バッシュは手紙をイライジャに届けるが殴り合いとなる。アンはマリラの反対を押し切り、マシューの許しを得て教会に行き両親の記録を見つける。ダイアナはジェリーの家でつかの間の自由を楽しむ。カクウェットは本土の寄宿学校で辛い思いをする。レイチェルはステイシーに次々と結婚相手候補を引き合わせる。                                               |               |                                                                                    |                |                                |                |
| 22 | 5             | "恐れを知らぬがゆえの強さ" "I Am Fearless and Therefore Powerful"                  | Paul Fox       | Naledi Jackson                 | 2019年10月20日 |
| 怪我をした生徒のため、アンはミクマク族の助けを得る。カウンティフェアのために生徒たちはダンスの練習をし、異性への関心が高まる。アンはギルバートに恋愛感情を抱く。ダイアナとジェリーは密かに会い始める。レイチェルは息子のケイレブをステイシーに結び付けようとする。デリーの世話が手に余ったバッシュはトリニダードトバゴの母に手紙を書く。ギルバートはメアリーの追悼記事を書く。                                     |               |                                                                                    |                |                                |                |
| 23 | 6             | "願望の行き着くところ" "The Summer of My Desires"                                  | Norma Bailey   | Amanda Fahey                   | 2019年10月27日 |
| カウンティフェアが開かれ、アンは占い師に恋愛のアドバイスを求めるが、ギルバートとウィニフレッドが一緒に歩いているところを見てしまう。アンはフェアに出品するケーキ作りに失敗し、マシューとマリラに慰められる。 |               |                                                                                    |                |                                |                |
| 24 | 7             | "正義を信じる行い" "A Strong Effort of the Spirit of Good"                         | Paul Fox       | Kathryn Borel, Jr              | 2019年11月3日  |
| ジョーシーがビリーに傷つけられたことに触発され、アンが書いた女性の権利に関する学校新聞の記事が波紋を呼び、評議会は新聞の内容を規制する。アンは生徒たちを率いて抗議行動を行うが、評議会が学校から密かに新聞の印刷機を盗み出し、失火が火事を起こす。アンはダイアナとジェリーの交際を知り、二人の友情にひびが入る。                                                                                                   |               |                                                                                    |                |                                |                |
| 25 | 8             | "突然におとずれる変化" "Great and Sudden Change"                                   | Amanda Tapping | Jane Maggs                     | 2019年11月10日 |
| カクウェットは寄宿学校から脱走して家族のもとに帰る。学校は全焼し、レイチェルは評議会を脅してマリラら女性を評議員に加えさせる。ダイアナはジェリーに別れを告げる。ジョセフィンの勧めでダイアナも他の生徒たちと一緒に大学の試験を受け、アンと仲直りする。バッシュの母が孫の世話をしに来る。ギルバートはウィニフレッドの父親から娘との結婚と引き換えにパリのソルボンヌ大学留学の援助を申し出られ、アンへの愛情に悩む。 |               |                                                                                    |                |                                |                |
| 26 | 9             | "深淵(しんえん)なる闇" "A Dense and Frightful Darkness"                            | Paul Fox       | Tracey Deer & Shernold Edwards | 2019年11月17日 |
| アンはギルバートにウィニフレッドと結婚するよう勧めたことを後悔し、ギルバートはウィニフレッドとアンのどちらを選ぶか思い悩む。バッシュは奴隷時代の習慣を引きずる母と言い争う。カクウェットが武装した政府の役人に連れ戻され、アンとマシューは彼女の両親を助けて取り戻そうとするがかなわない。 |               |                                                                                    |                |                                |                |
| 27 | 10            | "心の導き" "The Better Feeling of My Heart"                                        | Amanda Tapping | モイラ・ウォリー=ベケット      | 2019年11月24日 |
| ギルバートはウィニフレッドに別れを告げる。アンやダイアナらはクイーンズ郡の大学に通い、シャーロットタウンに住む。ギルバートはアンと愛を告白しあい、トロント大学に行く。マリラとマシューはアンの両親の記録を見つける。イライジャはバッシュ、デリーとともに住み始める。 |               |                                                                                    |                |                                |                |

## 先住民の迫害について
本ドラマでは19世紀末のカナダの暗部も詳細に描かれる。アンが友人となった先住民の娘カクウェットが両親から隔離され、監禁されて偏見に満ちた教育を強制される描写がある。本ドラマ終了後の2021年、カナダ各地の寄宿学校の跡地から多数の遺骨が相次いで発見され、カナダ社会を揺るがした。2022年7月、ローマ教皇フランシスコはカナダを訪問し、教会が寄宿学校の運営に深く関わったことについて、先住民らに謝罪した。

## 参照
1. ↑  “Anne of Green Gables set for new life on CBC-TV”. CBC.ca. 2017年3月28日閲覧。
2. ↑  “Netflix Boards CBC’s ‘Anne Of Green Gables’ Adaptation; Niki Caro To Helm Premiere”. Deadline (2016年8月22日). 2017年6月7日閲覧。
3. ↑  Katie Rogers. “Oh, Gilbert! ‘Anne of Green Gables’ Is Coming to Netflix”. New York Times. 2016年8月23日閲覧。
4. ↑  “Anne”. CBC.ca. 2017年3月10日閲覧。
5. ↑  Yeo, Debra (2017年8月3日). “CBC and Netflix renew reimagined Anne of Green Gables”. Toronto Star. 2017年8月3日閲覧。
6. ↑  “Anne with an E Season 2 - Official Trailer”. CBC. 2018年6月9日閲覧。
7. ↑  “Anne With An E: Season 2 Official Trailer Netflix”. youtube. 2018年6月9日閲覧。
8. ↑  Petski, Denise (2018年8月15日). “‘Anne With An E’ Renewed For Third Season By Netflix & CBC”. Deadline Hollywood. 2018年8月15日閲覧。
9. ↑  Petski, Denise. “‘Anne With An E’ To End With Third Season On Netflix”. Deadline. 2019年11月25日閲覧。
10. ↑  “CBC will no longer work with Netflix to produce shows, says Catherine Tait” (英語). Financial Post (2019年10月8日). 2019年11月26日閲覧。
11. ↑  “概要”. アンという名の少女.  NHK. 2020年7月31日閲覧。
12. ↑  “概要”. アンという名の少女2.  NHK. 2021年8月29日閲覧。
13. ↑  “Top Programs – Total Canada (English) March 13, 2017 - March 19, 2017”. Numeris. 2017年6月7日閲覧。
14. ↑  Brioux, Bill [@BillBriouxTV] (2017年3月31日). "LAST SUN o'nites CBC Heartland 859k Anne 780k Story of Us 745k CTV Saving Hope 665k GLO NCIS:LA 1127k SNet NHL Van-Peg 473k". X（旧Twitter）より2020年6月13日閲覧。
15. ↑  “Top Programs – Total Canada (English) March 27, 2017 - April 2, 2017”. Numeris. 2017年6月7日閲覧。
16. ↑  Brioux, Bill [@BillBriouxTV] (2017年4月10日). "SUN onites SNET NHL TOR-COL 1181k VAN--EDM 766k TSN CURL 1026k GLO NCISLA 1Mk CBC ANNE 654k STORY US 546k CITY SHOTS 623k CTV SAVE HOPE 548k". X（旧Twitter）より2020年6月13日閲覧。
17. ↑  Brioux, Bill [@BillBriouxTV] (2017年4月24日). "SJN o'nites SNet NHL TOR-WASH Game 6 3467k OTT-BOS 1284k OMNI2 TOR-WASH 121k CTV SAVE HOPE 686K CBC ANNE 656K STORY OF US 450K". X（旧Twitter）より2020年6月13日閲覧。
18. ↑  “カナダ先住民の子らを強制的に「白人化」校庭に埋まる推定6千の命”.   朝日新聞デジタル. 2022年7月26日閲覧。
19. ↑  “教皇、カナダ先住民に謝罪　寄宿学校の大規模虐待で”.   産経新聞. 2022年7月26日閲覧。